# Laura Gramuglia
Laura Gramuglia (Bologna, 19 dicembre 1977) è una conduttrice radiofonica, disc jockey e scrittrice italiana.

## Biografia
Dopo la gavetta nelle radio locali bolognesi, ha debuttato su una radio nazionale nell'agosto 2010, vincendo il concorso Un giorno da Deejay indetto da Linus, direttore artistico di Radio Deejay. Affiancata da Andrea Molinari e Marina Minetti, anch'essi tra i vincitori del concorso, ha condotto per tutta la stagione 2010/2011 il contenitore pomeridiano del weekend Weejay, esperienza che terminerà nel gennaio 2012.
Terminato l'impegno con Radio Deejay, la sua passione per la musica la porta a scrivere il suo primo libro Rock in Love, nel quale descrive cinquanta storie d'amore tra i più celebri interpreti del rock e della musica internazionale, edito da Arcana e pubblicato nel 2012.
Dal successo del volume è stata tratta una trasmissione radiofonica che racconta i tormentati amori descritti dal libro; il programma, intitolato anch'esso Rock in Love, è in onda su Radio Capital ed è giunto alla seconda stagione.
Ha curato rubriche di musica per Tu Style, Rolling Stone, Vinile, per il blog Deejay nell'Armadio e ha collaborato al lancio della piattaforma online radio e podcast Spreaker.
Nel 2014 ha firmato Pop Style - La musica addosso sul legame tra moda e musica.
Si alterna poi alla conduzione delle trasmissioni Capital Holiday e Happy Summer Happy Capital su Radio Capital.
Nel 2017 ha scritto e condotto su Radio Capital il programma Capital Hot, da cui ha tratto il suo ultimo libro Hot Stuff - Cattive abitudini e passioni proibite. L'erotismo nella musica pop (Arcana, 2017).
Nel 2018 è in onda su Radio Capital con Capital Supervision, una trasmissione dedicata alle serie tv di ieri e di oggi più amate.
Nel 2019 ha pubblicato il libro Rocket Girls - Storie di ragazze che hanno alzato la voce (Fabbri Editori), illustrato da Sara Paglia, che dà anche il titolo al suo programma radiofonico in onda durante l'estate su Radio Capital. 
Su Rai Italia ha raccontato storie d'amore di ieri e di oggi nei programmi Community e L'Italia con Voi, mentre su RSI - Radiotelevisione svizzera si è occupata di musica e moda nelle trasmissioni Tutorial e Filo Diretto. 
In occasione della giornata internazionale della donna e per tutto il mese di marzo 2021, Laura Gramuglia con il suo libro Rocket Girls è testimonial di Hard Rock Cafe nella campagna a favore dell'Associazione Salvamamme, ente benefico che aiuta le donne in gravi condizioni di disagio socioeconomico.
È autrice del primo podcast italiano sulla disparità di genere nell'industria musicale: Rocket Girls - Storie di ragazze che hanno alzato la voce (Spreaker, 2021), che nel 2023 si aggiudica il Premio Speciale - Targa Mei Musicletter come "Miglior podcast di musica". 

## Trasmissioni radiofoniche
- Weejay (Radio Deejay, 2010-2012)
- Rock in Love (Radio Capital, 2013-2014)
- Happy Summer Happy Capital (Radio Capital, 2014-2016)
- Capital Holiday (Radio Capital, 2015-2016)
- Capital Hot (Radio Capital, 2017)
- Capital Supervision (Radio Capital, 2018)
- Rocket Girls [5] (Radio Capital, 2019)

## Libri
- Nella mia bocca (Eumeswil, 2009)
- Rock in Love - 50 storie d'amore a tempo di musica (Arcana, 2012)
- Rock in Love - 60 storie d'amore a tempo di musica (Arcana, 2014)
- Pop Style - La musica addosso (Arcana, 2014)
- Rock in Love - 69 storie d'amore a tempo di musica (Arcana, 2015)
- Hot Stuff - Cattive abitudini e passioni proibite. L'erotismo nella musica pop (Arcana, 2017)
- Rocket Girls [6] (Fabbri Editori, 2019)
- Contro il matrimonio, (EDT, 2025)

### Traduzioni in altre lingue
- Aşık Rockçılar - Elvis & Priscilla, Kurt & Courtney... 60 aşk hikayesi, Affectum Libris, 2014, Turchia
- Mulheres do Rock: Elas levantaram a voz e conquistaram o mundo, Editora Belas-Letras, 2021, Brasile

## Podcast
- Rocket Girls - Storie di ragazze che hanno alzato la voce, Spreaker, 2021